# Villy Haugen
Villy Haugen, född 27 september 1944 i Leksvik, är en norsk före detta skridskoåkare.
Haugen blev olympisk bronsmedaljör på 1 500 meter vid vinterspelen 1964 i Innsbruck.